# Fernando Macotela
Fernando Macotela Vargas (Ciudad de México, 6 de octubre de 1938) es un gestor cultural, docente y escritor mexicano. Fue director general de Cinematografía y de la Cineteca Nacional. A raíz del incendio de la antigua Cineteca el 24 de marzo de 1982, tuvo a su dirección la recuperación y adaptación de la nueva Cineteca Nacional en su actual ubicación. Dirigió las compañías productoras de cine estatal: Conacite I, Conacite II y Conacine, donde produjo más de 20 películas. Participó como miembro del jurado en los Festivales Internacionales de Cine de Berlín y de Trieste.
Fue secretario de asuntos culturales del Instituto Italo Latino Americano (con sede en Roma) de 1990 a 1996.
Ha publicado artículos especializados y de divulgación en numerosas revistas de México y el extranjero. Ha desempeñado una labor docente en materia cultural y cinematográfica en varias universidades nacionales e internacionales, especialmente la Universidad Nacional Autónoma de México.
Es director de la Feria Internacional del Libro del Palacio de Minería desde 1999.

## Formación
Cursó el bachillerato en la Escuela Nacional preparatoria plantel 1, que por entonces se alojaba en el Antiguo Colegio de San Ildefonso. Posteriormente, estudió leyes en la Facultad de Derecho de la UNAM, en donde se licenció con la tesis: La industria cinematográfica mexicana. Estudio jurídico y económico.
Se hizo a acreedor a dos becas que le permitieron realizar un par de estancias en el extranjero, en Francia (1955-1956) y en Chile (1960).
Fue miembro del Grupo Nuevo Cine (1961) y fundador de cine clubes.
Durante este periodo, fungió como Jefe del Departamento de Supervisión en la Dirección General de Cinematografía de la Secretaría de Gobernación.
Más tarde, cursó estudios de posgrado en Comunicación en la Facultad de Ciencias Políticas y Sociales de la UNAM.

## Gestión cultural
En sus primeros años de servicio público se desempeñó como consejero de la embajada mexicana en Francia (1970-1973) y fue director del Festival Internacional Cervantino (1973-1975). A la disolución del comité que dirigió el 1.º Festival, fue nombrado director y coordinó, organizó y realizó la segunda y la tercera ediciones de dicho Festival.

### Gestión cinematográfica
Interesado por los distintos aspectos del lenguaje fílmico y la industria cinematográfica, ha estudiado la industria del cine mexicano desde una perspectiva artística, jurídica y económica. Como docente se ha especializado en la evolución del lenguaje cinematográfico y la sociología del cine. Su aportación como funcionario público en el campo de la administración, la gestión y el desarrollo del cine mexicano prácticamente abarca una época del cine nacional.
Fundó y dirigió la productora estatal Corporación Nacional Cinematográfica (Conacite I), donde produjo 17 películas entre 1975 y 1979.
Fue coordinador del Plan de Reestructuración de la Industria Cinematográfica y asesor de la Dirección del Banco Nacional Cinematográfico en 1975.
Fungió como director de Cinematografía en la Dirección General de Radio, Televisión y Cinematografía en 1979 y posteriormente de 1981 a 1988.
A partir de 1983, también desempeñó el cargo de director de la Cineteca Nacional. En este puesto, organizó y planeó las actividades de todo el sexenio de la Cineteca. Supervisó la adaptación de las instalaciones del nuevo edificio (ya que el anterior inmueble se quemó en 1982). Contribuyó a seleccionar las películas que representaron a México durante dicho sexenio en los más importantes festivales de cine del mundo y alentó un importante programa editorial.
Ocupó el cargo de director general de la Corporación Nacional de Cinematografía (Conacine) y de la Corporación Nacional de Cinematografía de Trabajadores y Estado Dos (Conacite II), de 1989 a 1990.
Encabezó las delegaciones mexicanas en varios festivales cinematográficos en el mundo y fue jurado en el Festival Internacional de Cine de Berlín y en el de Trieste:
- Miembro de la Delegación Mexicana en 1967 y Jefe de la Delegación Mexicana en 1970, 1984 y 1987, en el Festival Internacional de Cine de Cannes.
- Miembro del Jurado en 1976 y Jefe de la Delegación Mexicana en 1978, en el Festival Internacional de Cine de Berlín.
- Jefe de la Delegación Mexicana en 1979, en el Festival Internacional de Cine de Denver.
- Jefe de la delegación Mexicana en 1978, en el Festival Internacional de Cine de Gijón.
- Jefe de la Delegación Mexicana en 1985, en el Festival Internacional de Cine de Cartagena.
- Jefe de la Delegación Mexicana en 1985 y Miembro de la Delegación Mexicana en 1986, en el Festival Internacional del Nuevo Cine Latinoamericano de La Habana.
- Jefe de la Delegación Mexicana en 1986, en el Festival Internacional de Cine de Tashkent.
- Jefe de la Delegación Mexicana en 1986, en el Festival Internacional de San Sebastián.
- Jefe de la Delegación Mexicana en 1986, en el Festival de Cine Iberoamericano de Huelva.
- Jefe de la Delegación Mexicana en 1987, en el Festival Internacional de Cine de Moscú.

### Política cultural nacional e Internacional
Fue secretario cultural del Instituto Italo-Latino Americano (con sede en Roma, Italia) de 1990 a 1996, puesto en el que fue reelegido en tres ocasiones.
Durante ese tiempo fue coordinador del Premio Literario de dicho Instituto, que ha sido entregado a escritores latinoamericanos como: Carlos Fuentes, Juan Carlos Onetti, Adolfo Bioy Casares, Mario Vargas Llosa, Álvaro Mutis, Guillermo Cabrera Infante, Augusto Monterroso, etcétera. Asimismo, organizó y coordinó casi 200 actividades culturales entre exposiciones, presentaciones de libros, mesas redondas, conferencias, conciertos, proyecciones de películas y seminarios sobre cine latinoamericano.
A su regreso a México, fue director de Difusión en la Dirección General de Publicaciones y Fomento Editorial de la UNAM.
En esta dependencia, tuvo a su cargo el programa de radio semanal La voz del tintero, encargado de difundir las novedades editoriales de la UNAM, estrategia que aplicaría posteriormente con éxito en la Feria Internacional del Libro del Palacio de Minería con el programa La Feria de los Libros, que continúa al aire después de 18 años.

### Feria Internacional de Libro del Palacio de Minería
Es director de la Feria Internacional del Libro del Palacio de Minería desde 1999.
Se hizo cargo de la FILPM a partir de la edición 21.º Hasta la 20.º Feria, las actividades habían fluctuado entre 60 y 200, de las cuales la UNAM organizaba menos de 5 %. Dispuesto a convertir la FILPM en la Feria de todos los universitarios, estimuló a todas las dependencias de la UNAM que editan libros y revistas a participar en el programa de actividades culturales.
Al mismo tiempo, se empeñó en reforzar el programa de actividades culturales que en la edición 29.º, celebrada en 2008, alcanzó un total de 858 actividades y en la edición 38.º, celebrada en 2017, tuvo 1,500 (entre presentaciones de libro, conferencias, mesas redondas, talleres, conciertos, entregas de premios, etcétera). Actualmente, más de una tercera parte de las actividades de la FIL Minería son organizadas por la UNAM y el número de actividades ha incrementado al menos 500 % en relación con los primeros años de su gestión.
Al reforzar el programa de actividades culturales, el público prácticamente se ha duplicado: de un promedio que oscilaba entre los 60 mil y los 70 mil asistentes, ahora se cuenta con un público que va de los 140 mil a los 150 mil visitantes de paga.
Esta Feria del Libro de la UNAM es la más antigua de México y la más importante de la capital del país. Ha servido como ejemplo para que se creen docenas de manifestaciones idénticas en toda la República (Guadalajara, Monterrey, León, Jalapa, Torreón, Aguascalientes, Yucatán, Pachuca, etcétera), que sistemáticamente han solicitado y obtenido de Minería apoyo y consejo para su organización y desarrollo.

## Docencia
Fue invitado a formar parte del Programa de Intercambio Académico Internacional de los Estados Unidos (Programa Fulbright), para dar clases en la Universidad de Montana en Missoula, Montana, EE. UU. (1980-1981) y fue director del Taller de Cultura Mexicana en Le Moyne-Owen College en Memphis, Tennessee, EE. UU. en 1981.
Impartió, junto a Jaime Humberto Hermosillo, el Seminario sobre Teoría y Técnica del Guion Cinematográfico en el Instituto de Cultura Puertorriqueña, San Juan, Puerto Rico, en 1980 y fue profesor de asignatura en la Facultad de Ciencias Políticas y Sociales de la UNAM de 1979 a 1990, donde también fue jefe del Departamento de Ciencias de la Comunicación de 1981 a 1983.
Ha participado como conferenciante, ponente y presentador en numerosos seminarios, simposios y coloquios en México y en el extranjero en instituciones y universidades como la Universidad Autónoma Metropolitana, la Smithsonian Institution, la Universidad Francisco Marroquín (Guatemala), la Universidad de Nuevo México, la Universidad Iberoamericana, entre otras. Además, ha asistido a los congresos de la Federación Internacional de Archivos Fílmicos en Estocolmo (1983), Viena (1984), Nueva York (1985) y París (1988).

## Publicaciones
Ha participado con artículos de cine en foros nacionales e internacionales y ha colaborado en revistas como Cuadernos del Viento, El Rehilete, Pájaro Cascabel, Zarza y en el suplemento cultural México en la Cultura. Fue cofundador de la revista Dicine en 1982.
En 1962, recibió el Premio Mariano Azuela por el cuento “El último cometa”, publicado por el Instituto Nacional de Bellas Artes en un anuario del cuento 1963.
Es coautor, junto a Emilio García, de La guía del cine mexicano. De la pantalla grande a la televisión 1919-1984, repertorio de la producción fílmica nacional, donde los autores seleccionaron cuidadosamente las poco más de 1,500 películas que habían sido declaradas hasta entonces, por la crítica y el público, las mejores de la historia de la filmografía mexicana.

En el ámbito literario publicó Junto a los árboles, 
“relatos que tienen como constante la muerte y cuyos personajes se encuentran sumergidos en la fatalidad. Como recursos dominantes sobresalen el lenguaje popular y la habilidad descriptiva de los sucesos”.
Participó como guionista del documental Olimpiada en México (1968), dirigida por Alberto Isaac y nominada al Oscar en la categoría de mejor documental de largometraje (1970).
Fue nombrado cronista de la Delegación Venustiano Carranza (Ciudad de México) de 1983 a 1986.

### Obra publicada

#### Autor
- Junto a los árboles. Colección de cuentos publicados en la serie Práctica de vuelo, editada por el Departamento Editorial de la Delegación Venustiano Carranza, México D.F., 1983. (plaqueta).
- La industria cinematográfica mexicana. Estudio jurídico y económico, tesis para obtener la licenciatura en derecho, UNAM, Facultad de Derecho, 1968.

#### Autor de la introducción
- Anduiza Valdemar, Virgilio. Legislación Cinematográfica Mexicana. México, Filmoteca de la UNAM, 1983.

#### Coautor
- García Riera, Emilio y Macotela, Fernando. La Guía del cine Mexicano, de la pantalla grande a la televisión 1919-1984, Ed. Patria, México, 1984, 361 pp.

#### Traductor (del italiano)
- Costantini, Costanzo. Fellini, Les cuento de mí, Coedición de Editorial Sexto Piso y CONACULTA, México, 2005. 287 pp. Traducción, presentación y notas de Fernando Macotela.

### Hemerografía

#### Cuento
- “Con todo y eso” en El Rehilete, No. 4, feb 1962, pp. 29–30.
- “Esta mañana nueva” en Cuadernos del viento, No. 29, diciembre, 1962.
- “1962” en Zarza. No. 4, Vol. II, 1962.
- “El último cometa”, en Suplemento cultural de Ovaciones, 29 de julio de 1962.

________, en Anuario del Cuento Mexicano, 1963, publicado por el Instituto Nacional de Bellas Artes (INBA), pp. 146–147.
________, en Ciencia y desarrollo, publicación del Consejo Nacional de Ciencia y Tecnología, Núm. 55, año 10, marzo-abril de 1984.
- “Contra la corriente”, en Cuadernos del Viento, Nos. 39-40, enero-febrero 1964.
- “De Crescendis” en siglo I Poesía. No. 3, mayo 1964.
- “En la madrugada”, en Anuario del Cuento Mexicano. (INBA), 1962.
- “Dulce” en Cuadernos del Viento, Nos. 49-50, enero-febrero, 1965.
- “Junto a los árboles” (Fragmento) en Suplemento cultural de Ovaciones, 23 de mayo de 1965.
- “La nieve en el piso 80”, en La Palabra y el Hombre, revista de la Universidad Veracruzana No. 12, octubre-diciembre, 1974, pp. 41–45.
- “Mañana de cobre”, en Territorios, revista de la Universidad Autónoma Metropolitana, N.º 12, enero-febrero de 1982, p. 48.
- “Europa”, en Sábado (Uno más Uno), N.º 228, 20 de marzo de 1982, pp. 5–6.

#### Ensayo
- “De Mexicaanse film Vandaag”, en Vlaanderen (Bruselas, Bélgica), mayo-junio 1969, pp, 131-133.
- “Le Festival Cervantes”, en La Nouvelle Révue des Deux Mondes, abril 1974, pp. 133–137.
- “El III Festival Internacional Cervantino”, Tramoya 1, oct-dic 1975, pp. 38–40.
- “Le Rôle de L’ État dans la production cinématographique mexicaine” en Nouvelles du Mexique (París, Francia), diciembre 1976.
- "El renacimiento constante del cine", en Enciclopedia Barsa, Libro del Año, 1979., pp. 342–344.
- “35 Million Children in Search of a Cinema” en Sina Mina Me (Center for Film and Television Education Magazine, Helsinki, Finlandia), No. 4, 1981, pp. 53–55.
- “Mexican Popular Cinema of the 1970`s. How Popular was it?” en Studies in Latin American Popular Culture. Vol. 1, 1982, pp. 27–34.
- "A Unique enciclopedia. Historia Documental del Cine Mexicano", en Studies in Latin American Popular Culture. Vol. 1, 1982, pp. 272–277.
- “XVIII Muestra Internacional de Cine”, Los U 32, dic 1985, pp. 28–29.

## Becas y otras distinciones
- Becas del Gobierno Francés (1955-1956 y 1969-1970) para estudios en Francia.
- Beca del Gobierno Chileno para estudiar en la Universidad de Concepción, Chile (1960).
- Premio de Literatura Mariano Azuela para jóvenes escritores mexicanos (1962).
- Miembro del Jurado del Primer Concurso Experimental de Cine en México (1965).
- Miembro del Jurado del Primer Concurso de Guiones de México (1966).
- Miembro del jurado en el XXVI Festival Internacional de Cine de Berlín, en la República Federal Alemana (1976).
- Condecoración del Gobierno de Francia con la Orden Nacional del Mérito en grado de Oficial (1973).
- Condecoración del Gobierno de Francia con la Orden Nacional de las Artes y las Letras en Grado de Oficial (1982).
- Condecoración del Gobierno de Bulgaria con la Medalla Jubilar 40 años Bulgaria Socialista, por méritos culturales (1984).